# Nikolai Fraiture
Nikolai Phillipe Fraiture (13 de novembro de 1978, Nova Iorque), apelidado Niko, é o baixista da banda novaiorquina The Strokes e tem um projeto paralelo chamado Nickel Eye.

## Biografia
Fraiture cresceu em Nova Iorque com sua mãe russa e pai francês. Ele tem um irmão mais velho chamado Pierre e uma irmã mais nova chamada Elizabeth. Ele conheceu o futuro companheiro de banda Julian Casablancas enquanto participam o Lycée Français de New York na idade de seis anos, e aprendeu a falar francês fluentemente. Fraiture recebeu seu primeiro baixo aos 16 anos, quando seu avô deu a ele como um presente de formatura; no entanto Fraiture deu a sua "alma gêmea" para Casablancas. Foi uns dois anos depois que ele o pegou e começaram a tocar a sério. Fraiture também participou da Hunter College, com o guitarrista do The Strokes e seu amigo Nick.

## Trabalho solo e projetos paralelos
O projeto paralelo de Fraiture, Nickel Eye, tem a ajuda de South (uma banda do Reino Unido que um amigo lhe apresentou) como sua banda de apoio. Nickel Eye gravou algumas demos no South Studios em Hackney, Londres. Com algumas participações de Nick Zinner da banda sediada na Cidade de Nova Iorque Yeah Yeah Yeahs e Regina Spektor, The Time of the Assassins foi concluída alguns meses mais tarde, em Nova Iorque. O álbum é inspirada na música por alguns dos artistas favoritos de Nikolai, como Neil Young, Frank Black, Leonard Cohen, e The Kinks. The Time of the Assassins foi lançado em 27 de janeiro de 2009 pela Rykodisc.
A primeira apresentação do Nickel Eye foi em 15 de Outubro de 2008 no London’s Borderline venue.
Em 2008 Fraiture compôs a música que estrelou o filme "A Kind of Dream" com a sua esposa Illy Fraiture. O filme é 30 minutos mudo em preto e branco escrito e dirigido por Danny Velez.
No sábado 19 maio de 2012 para a Season Finale 37 de Saturday Night Live, Nikolai tocou baixo ao lado de Arcade Fire e convidado/host musical Mick Jagger.

## Vida pessoal
Fraiture casou com Ilona "Illy" Jankovich em 2004. Eles têm dois filhos: uma filha, Elysia, e um filho, Phoenix.